# Commaladera pilosicollis
Commaladera pilosicollis är en skalbaggsart som beskrevs av Moser 1926. Commaladera pilosicollis ingår i släktet Commaladera och familjen Melolonthidae. Inga underarter finns listade i Catalogue of Life.